# Verbund
Verbund AG, tidligere Verbundgesellschaft eller Österreichische Elektrizitätswirtschafts-AG er et østrigsk energiselskab, der leverer 40 % af alt strøm i Østrig, og 90 % af den produktion stammer fra vandkraft. Verbund driver også elforsyningsnet gennem datterselskabet Austrian Power Grid AG (APG). Verbund AG er børsnoteret på Wiener Börse og den største aktionær er Republikken Østrig med en ejerandel på 51 %. Omsætningen var i 2010 på 3,308 mia. euro. Verbund blev etableret i 1947 som "Österreichische Elektrizitätswirtschafts-AG" til konstruktion og drift af elproduktions- og elforsyningsinfrastruktur.